# Errore di trasmissione
In un ingranaggio costituito da una coppia di ruote dentate, l'errore di trasmissione (EdT) è definito come la differenza tra la posizione effettiva della ruota condotta e quella che essa occuperebbe nel caso di ingranaggio cinematicamente perfetto.
Si calcola come:
{\displaystyle EdT=\theta _{2}-{\frac {z_{1}}{z_{2}}}\theta _{1}}
in cui:
{\displaystyle \theta _{1}} è la posizione angolare della ruota conduttrice (detta anche pignone)
{\displaystyle \theta _{2}} è la posizione angolare della ruota condotta (detta anche ruota)
{\displaystyle z_{1}} è il numero di denti del pignone
{\displaystyle z_{2}} è il numero di denti della ruota

## Errore di trasmissione e rumore di una trasmissione meccanica ad ingranaggi

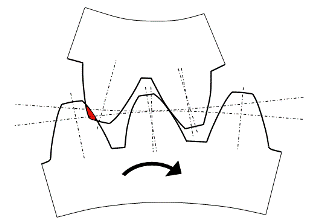
Figura 1. Inflessione dei denti sotto carico e contatto prematuro lungo la retta d'azione.

L'errore di trasmissione è una delle cause principali dell'emissione acustica di una trasmissione meccanica ad ingranaggi. È causato dalla deformazione dei denti sotto carico e dagli inevitabili errori di lavorazione (errori di profilo, errori di passo, eccentricità delle ruote dentate,...).
Si consideri ad esempio la coppia di ruote dentate in Figura 1: se immaginiamo di applicare una coppia motrice di verso orario sulla ruota in basso (pignone) e nel caso di rotazione oraria della stessa, a causa dell'inflessione dei denti sotto carico la ruota condotta si trova in ritardo rispetto alla sua posizione teorica producendo quindi un errore di trasmissione negativo. Inoltre lungo la retta d'azione vi è un contatto prematuro tra i denti (in rosso) che è causa di urti e quindi di rumore. Per evitare questi urti, lungo il profilo dei denti si realizzano opportune modifiche di profilo, per minimizzare l'errore di trasmissione, e quindi l'emissione acustica, in corrispondenza di determinate coppie motrici.

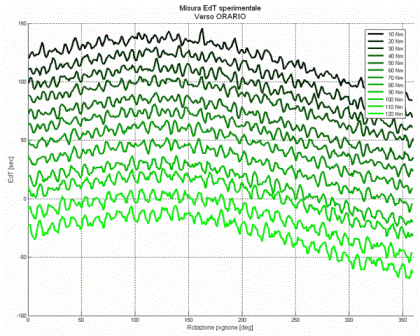
Figura 2. Misura sperimentale dell'errore di trasmissione in funzione della coppia motrice applicata per una rotazione completa del pignone.

Le curve dell'errore di trasmissione sono solitamente rappresentate in funzione della coppia motrice applicata su un grafico che riporta sull'asse delle ascisse la rotazione del pignone espressa in gradi, mentre sull'asse delle ordinate il valore dell'errore di trasmissione espresso in secondi di grado (Figura 2).
La corretta previsione dell'errore di trasmissione di un ingranaggio in funzione della sua geometria e delle modifiche di profilo adottate consente la realizzazione di trasmissioni meccaniche silenziose già dalla fase di progettazione. L'elaborazione di questi modelli numerici non può però prescindere dalla misura sperimentale dell'errore di trasmissione che deve avvenire su banchi prova appositamente progettati, che consentano di misurare con grande accuratezza (dell'ordine del secondo di grado) questa grandezza fisica.

## Misura sperimentale dell'errore di trasmissione e dell'emissione acustica

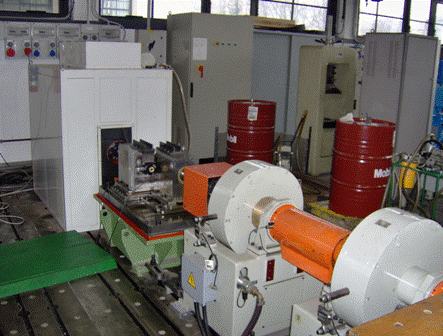
Figura 3. Esempio di banco prova per la misura sperimentale dell'errore di trasmissione e dell'emissione acustica di un ingranaggio

La misura sperimentale dell'errore di trasmissione di un ingranaggio può essere effettuata mediante un banco prova costituito da un motore, da un supporto su cui sono montate le ruote dentate e da un freno (Figura 3). Variando la velocità del motore e la coppia motrice applicata, per mezzo di due encoder montati in prossimità delle due ruote dentate è possibile misurare le rotazioni delle due ruote e calcolare l'errore di trasmissione secondo la formula riportata. L'accuratezza del sistema di misura deve essere tale da poter apprezzare variazioni di errore di trasmissione nell'ordine del secondo di grado. Il calcolo dello spettro in frequenza delle curve sperimentali dell'errore di trasmissione mette in evidenza componenti spettrali corrispondenti alla frequenza di ingranamento e ai suoi multipli.
Misurando la pressione sonora è possibile osservare la presenza di componenti spettrali coincidenti con quelle trovate nelle curve dell'errore di trasmissione (ovvero in corrispondenza di multipli interi della frequenza di ingranamento), a conferma dello stretto legame tra l'errore di trasmissione e il rumore di una trasmissione meccanica a ingranaggi.